# Anders Gelsenius
Anders Gelsenius, född 19 juni 1699 i Tryserums socken, Östergötlands län, död 18 november 1749 i Hagebyhöga socken, Östergötlands län, var en svensk kyrkoherde i Hagebyhöga församling.

## Biografi
Anders Gelsenius föddes 19 juni 1699 i Tryserums socken. Han var son till kyrkoherden Nathanaël Gelsenius och Christina Glatte. Gelsenius blev höstterminen 1716 student vid Uppsala universitet, Uppsala och prästvigdes 19 december 1722 till adjunkt i Hagebyhöga församling, Hagebyhöga pastorat. Han blev 1730 komminister i Fivelstads församling, Hagebyhöga pastorat och 1736 kyrkoherde i Hagebyhöga församling. Gelsenius avled 18 november 1749 i Hagebyhöga socken.

### Familj
Gelsenius gifte sig 24 juli 1733 med Catharina Leenström (1714–1800). Hon var dotter till löjtnanten Petter Leenström och Anna Wiss i Varvs socken. Efter Gelsenius död gifte Catharina Leenström om sig med hospitalspredikanten Magnus Kiellerin i Vadstena.